# Kloster Machern

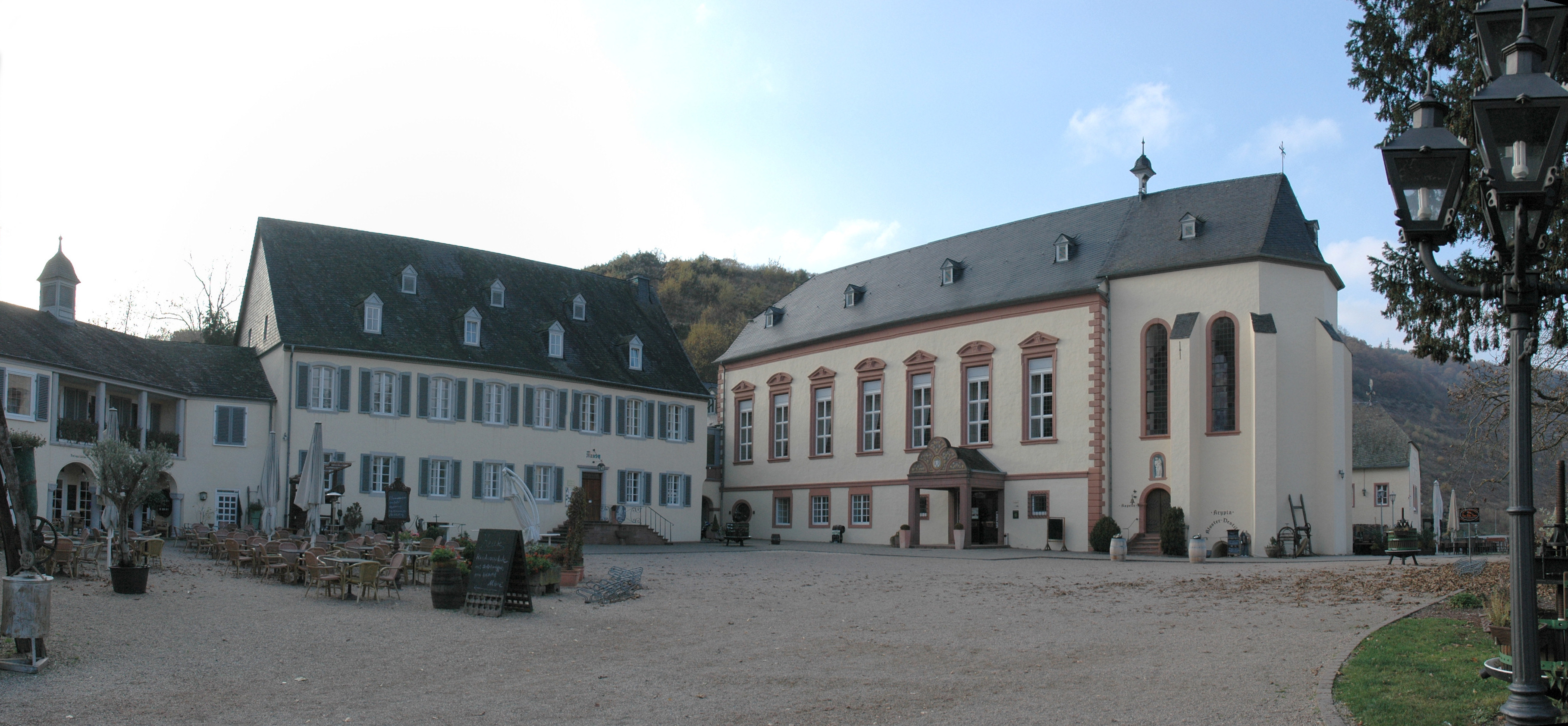
Kloster Machern, Ansicht vom Hof

Das Kloster Machern ist ein ehemaliges Kloster der Zisterzienserinnen gegenüber der Ortschaft Zeltingen-Rachtig am linken Ufer der Mosel. Das Anwesen befindet sich auf dem Gebiet des Bernkastel-Kueser Stadtteils Wehlen etwa fünf Kilometer nordwestlich der Stadt.
Im 13. Jahrhundert gegründet, bestand es bis zu seiner Säkularisation durch die französische Regierung im Jahr 1802. Anschließend landwirtschaftlich genutzt, verfielen seine barocken Gebäude allmählich, ehe sie ab 1970 Renovierungs- und Restaurierungsarbeiten unterzogen wurden. Heute ist die Klosteranlage ein bekanntes Ausflugsziel an der Mittelmosel, mit Klosterbrauerei und Brauhaus, Weinkeller und einem Museum.

## Geschichte

### Anfänge und Blütezeit
Im Jahr 1084 gründeten Benediktinerinnen des Trierer Irminenkloster am Ort der heutigen Gebäude eine Niederlassung, die jedoch nur bis etwa Anfang des 12. Jahrhunderts bestand, denn wahrscheinlich ließ der Trierer Erzbischof Bruno von Bretten den Konvent 1114 zugunsten seiner eigenen Einkünfte unterdrücken. Die Klosteranlage stand deshalb Ende des 12. Jahrhunderts wohl leer. Um 1230 erfolgte eine Neugründung als adeliges Zisterzienserinnenkloster, das der nahe liegenden Abtei Himmerod unterstellt war. Kurz nach dieser Gründung erfolgte um 1240 ein kompletter Neubau des Klosters, dessen Kirche St. Maria am 12. April 1262 eingeweiht wurde. Der Trierer Erzbischof Arnold II. von Isenburg sprach dem Kloster das Patronatsrecht der Kirche in Löf zu, und einer seiner Nachfolger, Werner von Falkenstein, verlieh den Nonnen 1395 sowohl das Recht zum Weinausschank als auch die Gerichtsbarkeit während der Jahrmärkte in Machern.  Durch seine Lage an der Mittelmosel sowie seine Besitzungen in Wehlen, Zeltingen und Rachtig entwickelte sich Machern zu einem Zentrum des Weinbaus. Schenkungen durch einheimische Bürger und Familien aus dem niederen Adel in Form von Landbesitz förderten diese Entwicklung und machten das Kloster zu einer wohlhabenden Abtei. 1569 zählte diese acht Klosterschwestern, von denen jedoch bis 1574 sechs von der Pest dahingerafft wurden. Erzbischof Jakob III. beauftragte deshalb den Himmeroder Abt Gregor mit der Aufhebung des Klosters, aber der Widerstand des kurtrierischen Adels gegen diese Pläne, ließ ihn seine Verfügung zurücknehmen. Weitere Rückschläge musste Machern während des Dreißigjährigen Kriegs hinnehmen, dessen Auswirkungen das Kloster und seine Gebäude nicht verschonten.
Ab Juni 1574 stand Maria von Metternich dem Kloster als Äbtissin vor. Bis zu ihrem Tod 1603 kam es unter ihr zu einem allmählichen Wiedererstarken der Abtei. Ihre Nachfolgerin Odilia von Ahr setzte die Aufbauarbeit fort. Unter der Äbtissin Maria Ursula von Metternich, die von 1680 bis 1727 dem Kloster Machern vorstand, wurde 1688 mit einem grundlegenden Neu- und Umbau der Anlage in Stil des Barocks begonnen. Die Grundsteinlegung erfolgte am 19. März des Jahres, und die Arbeiten waren im Jahr 1700 abgeschlossen. Teile der heute noch existierenden Gebäude verdanken ihr Aussehen diesen Bauarbeiten sowie Umgestaltungen unter der nachfolgenden Äbtissin Maria Theresia Antoinette von Kolb.

### Niedergang und Auflösung
Ökonomische Einbußen und der Verlust klösterlicher Traditionen während des 18. Jahrhunderts führten zu einem allmählichen Niedergang des Konvents. 1793 zählte Machern unter der Äbtissin Anna Philippine von Falkenstein nur noch sechs Ordensschwestern. Macherns Visitator und Abt des Klosters Himmerod, Anselm von Pidoll, schrieb „Die Klosterfrauen haben den Professionseifer abgelegt, dagegen aber den Säcularisationsgeist angenommen … Ueberhaupt finde ich in dem Kloster Machern die klösterliche Ordensverfassung völlig zerfallen, kein Chordienst, kein klösterliches Stillschweigen, keine Clausur und keine Ordnung wird mehr gehalten.“ Bedingt durch die Verhältnisse in Machern gab es seit 1789 Verhandlungen zwischen Kurtrier und Kurköln mit dem Bestreben, das Kloster in ein adeliges Damenstift umzuwandeln, doch dazu kam es nicht. Auch der Plan, das Kloster zu einer Universität zu machen, wurde nicht verwirklicht.
Nachdem französische Revolutionstruppen das Gebiet um Machern besetzt hatten, löste die französische Regierung das Kloster am 22. Juli 1802 auf, der Besitz wurde säkularisiert. Die letzten vier Nonnen, darunter die Äbtissin Charlotte de l’Atre de Feignies, verließen den Konvent noch im gleichen Jahr. Die Gebäude wurden anschließend am 24. Juni 1803 für 306.000 Francs zu landwirtschaftlichen Zwecken an den Kommerzienrat und Bürgermeister von Zeltingen-Rachtig, Carl Eberhard Ellinckhuysen, versteigert. Der neue Eigentümer ließ sie für die veränderte Nutzung stark umgestalten. So wurde zum Beispiel das Langhaus der Klosterkirche profaniert, die Kirchenfenster vermauert und der Bau anschließend als Scheune genutzt. Bei den Umbauten wurden Decken und Wände der Gebäude stark beschädigt. Den Kirchenchor nutzte der neue Besitzer als private Kapelle. Um fortwährenden Einquartierungen französischer Soldaten in seinen Gebäuden ein Ende zu bereiten, ließ Ellinckhuysen um das Jahr 1806 zudem den moselseitigen Ostflügel der Anlage abreißen. Der niedergelegte Gebäudetrakt war mit seinen 35 Zimmern, zwei Kellern und zwei Speichern für eine Nutzung als Militärunterkunft gut geeignet gewesen. Bis zu seinem Abriss war der Kern des Gebäudeensembles eine geschlossene Vierflügelanlage.

### Wiederaufbau und heutige Nutzung

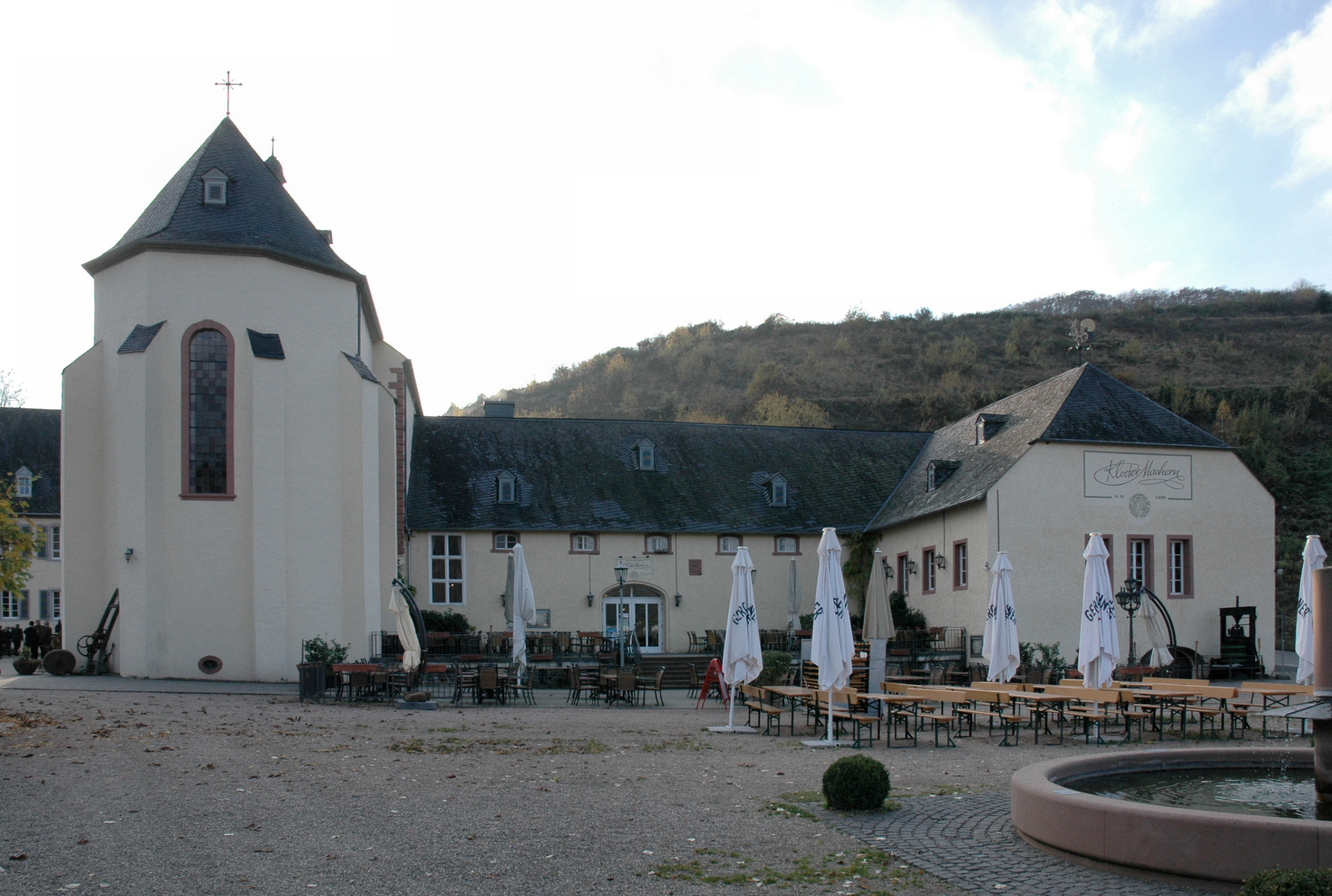
Nördlichster Gebäudetrakt, der heute als Restaurant dient; links die Corneliuskapelle

Nach Ellinckhuysens Tod erbte den Besitz die Familie seines Schwiegersohns Johann Baptist Grach, der Ellinckhuysens Tochter Katharina Josefina geheiratet hatte. Von deren Nachfahren kam das Anwesen 1969 an den Weingutbesitzer Franz Schneider aus Zell-Merl. Er investierte ab 1970 große Summen in Kirche sowie Klostergebäude und ließ die heruntergekommenen Bauten im Zuge 20-jähriger Renovierungs- und Restaurierungsarbeiten instand setzen. Dabei wurde die historische Bausubstanz jedoch durch Neu- und Einbauten auch verändert. Zum Beispiel erhielt das hohe Langhaus eine Zwischendecke und wurde auf diese Weise in zwei Geschosse unterteilt. Bei diesen Arbeiten wurde auch die bis dahin noch erhaltene Nonnenempore entfernt.
Im Jahr 2000 erwarben die Trierer Bürgerverein 1864 GmbH und die Günther Reh Stiftung das Anwesen und ließen die erhaltenen Gebäude bis 2004 grundsanieren. Anschließend machten sie das ehemalige Kloster der Öffentlichkeit zugänglich. Die Gebäude beheimaten heute mehrere Gastronomieeinrichtungen, eine Klosterbrauerei mit angeschlossenem Brauhaus, einen Weinkeller sowie eine Destille. Außerdem dient ein Gebäude als Museum, in dem zum einen historisches Puppen- und Blechspielzeug vornehmlich aus der Zeit von 1850 bis 1925 ausgestellt ist, und zum anderen rund 200 Ikonen aus Russland, Rumänien und Ländern des Balkans gezeigt werden.  Zudem gibt es wechselnde Sonderausstellungen.
Viele der Räumlichkeiten in den Klostergebäuden können für Feste und Veranstaltungen angemietet werden. Außerdem unterhält das Standesamt Bernkastel-Kues dort eine Außenstelle. Daneben kann die Corneliuskapelle für Hochzeiten genutzt werden.

## Beschreibung
Das etwa 2,2 Hektar große Klosterareal ist im Nord- und Südosten sowie im Nordwesten von einer Umfassungsmauer eingeschlossen. Teile der heutigen Gebäude stammen noch von einem Um- und Neubau vom Ende des 17. und vom Beginn des 18. Jahrhunderts. Östlich der Gebäude liegt ein wiederhergestellter Klostergarten im Stil eines Landschaftsgartens mit einigen barocken Stilelementen wie zum Beispiel einem Blumenrondell. 
Mittelpunkt des heutigen Gebäudeensembles ist die ehemalige 37 Meter lange Klosterkirche vom Ende des 17. Jahrhunderts. Der verputzte Bruchsteinbau besitzt Gewände und Eckquaderungen aus rotem Eifelsandstein. Bemerkenswert ist die Tatsache, dass sein 30 × 8,5 Meter messendes, einschiffiges Langhaus keine Seitenschiffe besitzt. In dessen hohem Obergeschoss (Scheitelhöhe 12,5 Meter) ist heute der barocke Festsaal mit stuckiertem Spiegelgewölbe beheimatet. An dessen südwestlicher Stirnseite findet sich eine Steintafel mit dem Wappen der Äbtissin und Bauherrin Maria Ursula von Metternich, das von den Wappen der übrigen zu jener Zeit im Kloster befindlichen acht Nonnen umgeben ist. Früher war diese Tafel an der Brüstung der Nonnenempore angebracht. Die hofseitige Fassade des Langhauses ist durch große, hohe Fenster in sieben Achsen unterteilt. In ihren Rund- und Dreiecksgiebeln findet sich das Wappen Maria Ursula von Metternichs, ebenso wie an den Fensterbögen im Inneren. Die Nordseite der Kirche wies früher Fenster gleicher Machart auf, diese sind heutzutage jedoch vermauert. 
Der kreuzgratgewölbte Kirchenchor mit einem Joch und 5/8-Schluss wird heutzutage als Kapelle genutzt, deren Hauptpatron der heilige Cornelius ist. Ihr Hochaltar ist den Heiligen Erasmus, Valentin, Cornelius und Eberhard gewidmet und füllt den Chorschluss in Höhe und Breite fast vollständig aus. Sein Retabel datiert in die erste Hälfte des 18. Jahrhunderts und ist im mittleren Teil von zwei Säulenpaaren korinthischer Ordnung gerahmt. Zwischen den Säulen stehen Figuren aus Lindenholz, die den heiligen Karl Borromäus und Josef darstellen. Weitere Steinfiguren in der Kapelle stellen Cornelius, Valentin und Eberhard dar. Unter dem Chorraum befindet sich ein Kellerraum mit Tonnengewölbe. 
Über dem rundbogigen Kapellenportal in der südöstlichen Mauer befindet sich an der Außenseite eine Nische, in der die Nachbildung einer Madonnenstatue aus dem 14. Jahrhundert steht. Ihr Original befindet sich im Rheinischen Landesmuseum Trier. Auf dem Dach des Chors steht ein kleiner, offener Dachreiter mit Glocke und geschweifter Haube. Der Klosterkirche schließt sich an der Nordseite ein wuchtiger Bau in L-Form an. Er dient heute als Restaurant.
Die Südwest- und Südostseite des Klosterhofs werden durch ein herrenhausartiges Gebäude und sich östlich daran anschließende, ehemalige Wirtschaftsbauten begrenzt, die auch das rundbogige Tor zum Klosterareal aufnehmen. Sie besitzen zwar zwei Geschosse, werden jedoch von dem ebenfalls zweigeschossigen „Herrenhaus“ mit hohem Satteldach überragt. Letzteres beherbergt heute ein Museum. Zu dessen schlichtem Portal mit heller Hausteinfassung führt eine kleine, zweiläufige Freitreppe. Die Art der Einfassung wiederholt sich in den Fenstern des Gebäudes, die es in acht Achsen unterteilen.

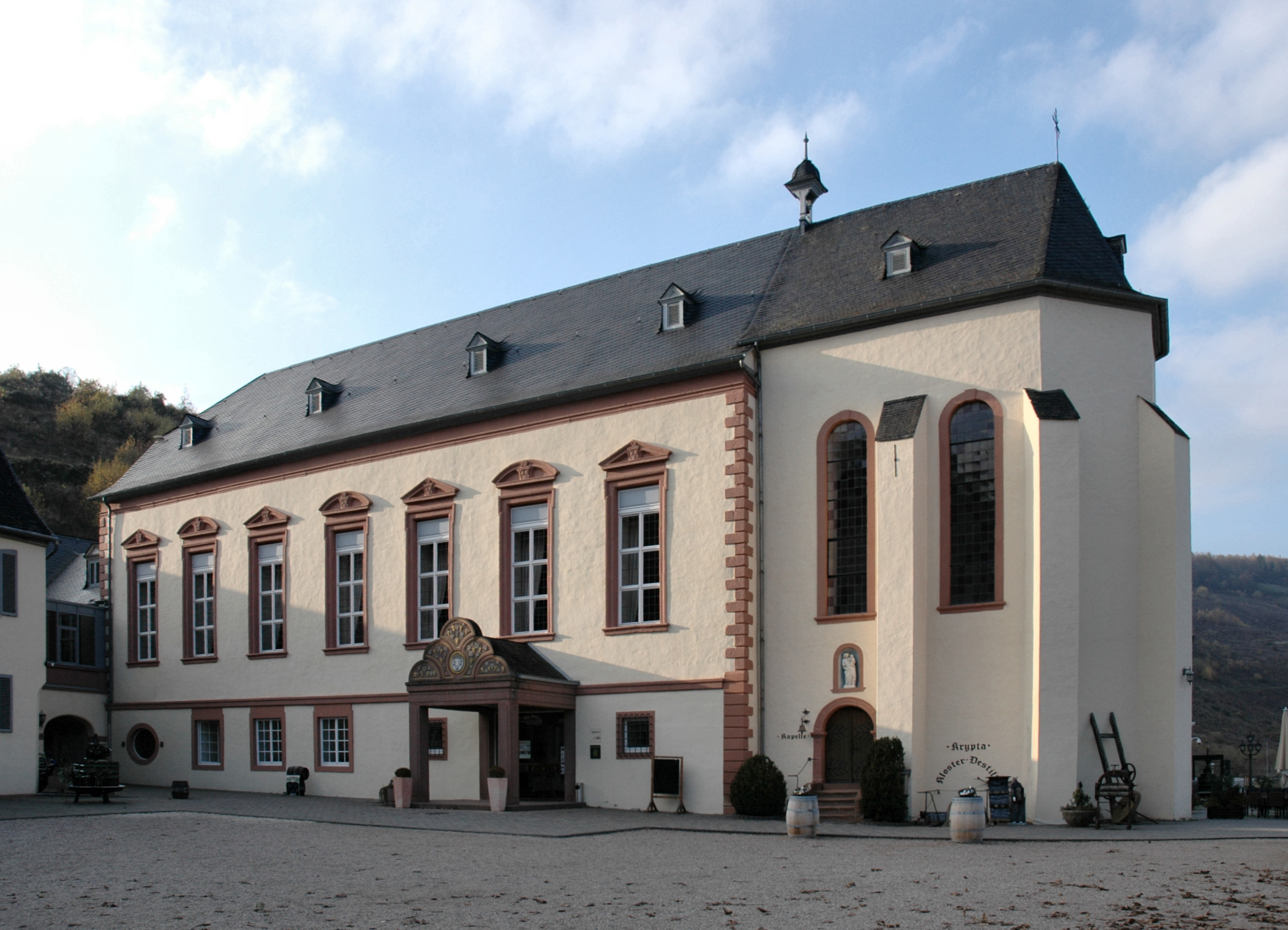
Die ehemalige Klosterkirche, links das Langhaus, rechts der Chor (heutige Corneliuskapelle)
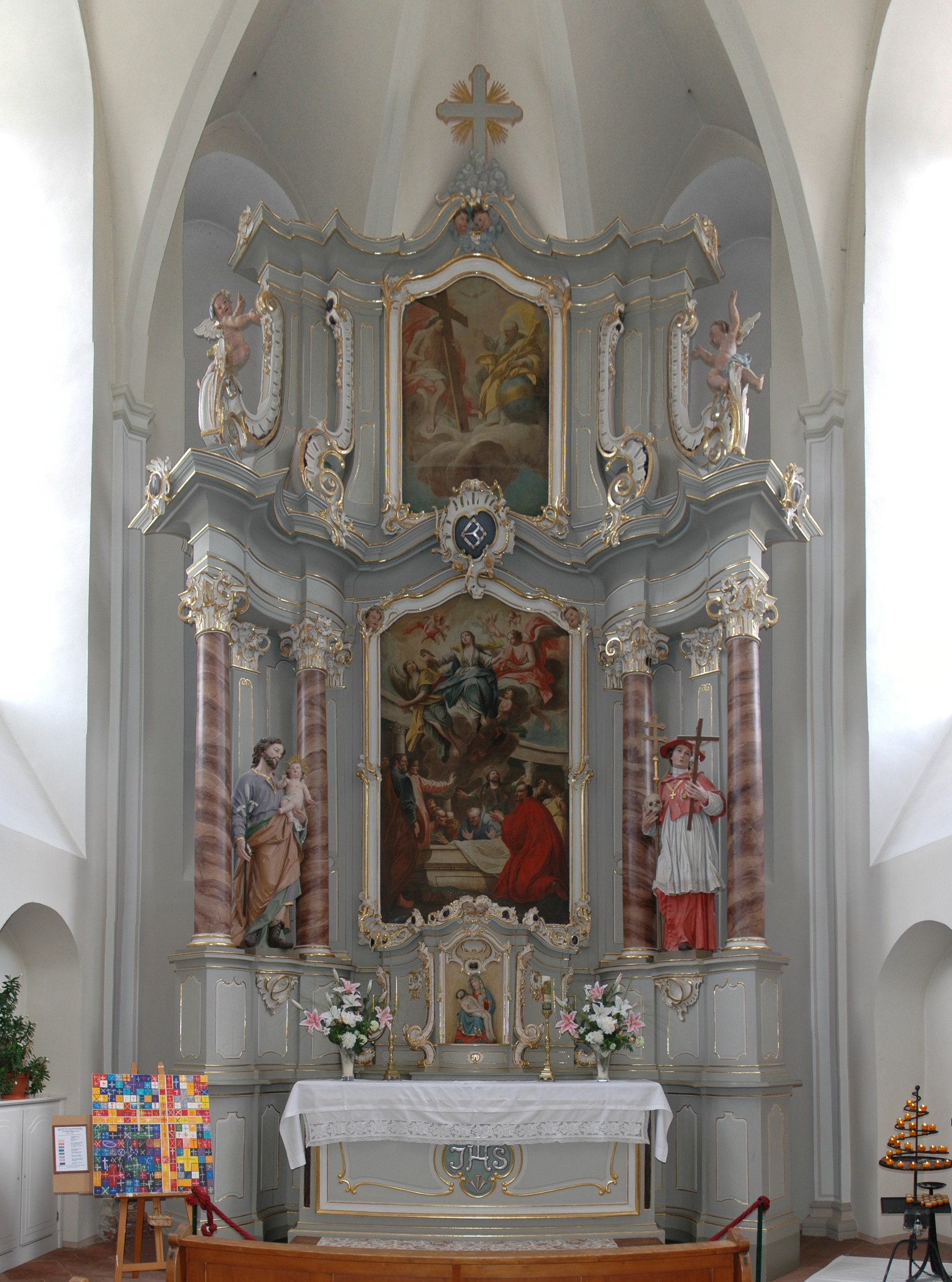
Der Altar in der Corneliuskapelle
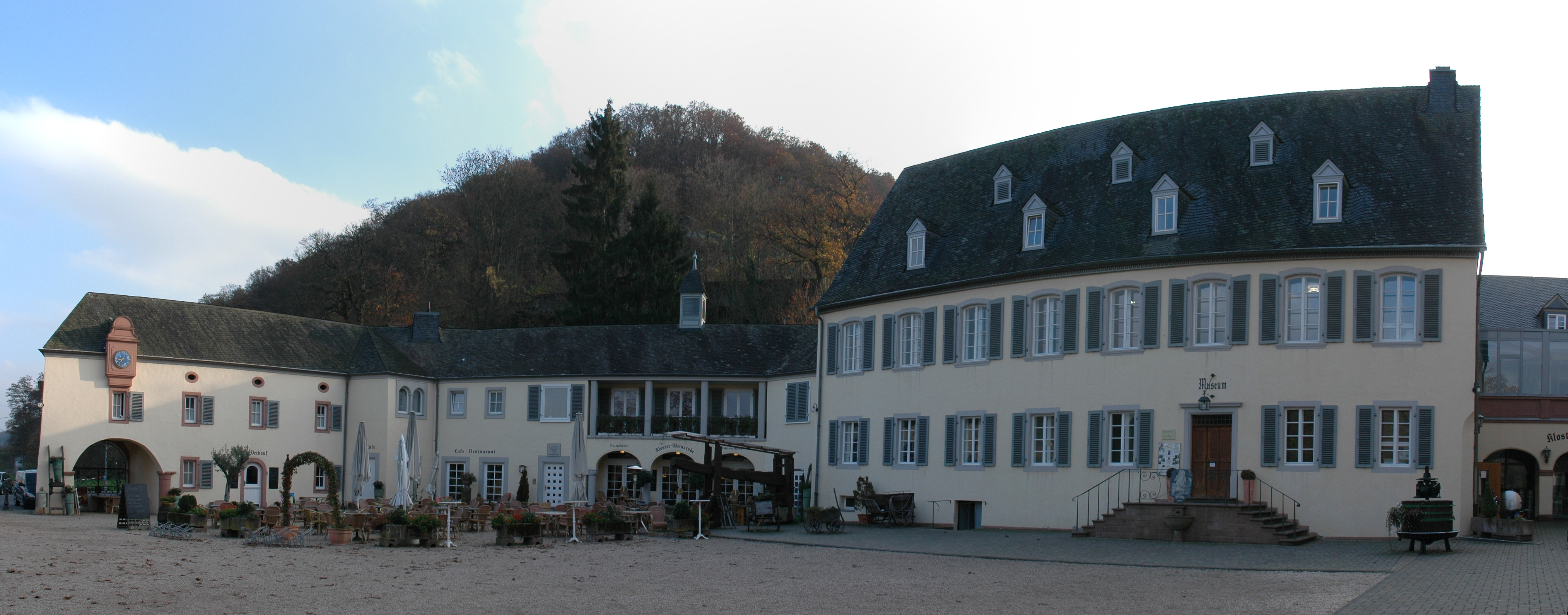
Ehemalige Wirtschaftsgebäude
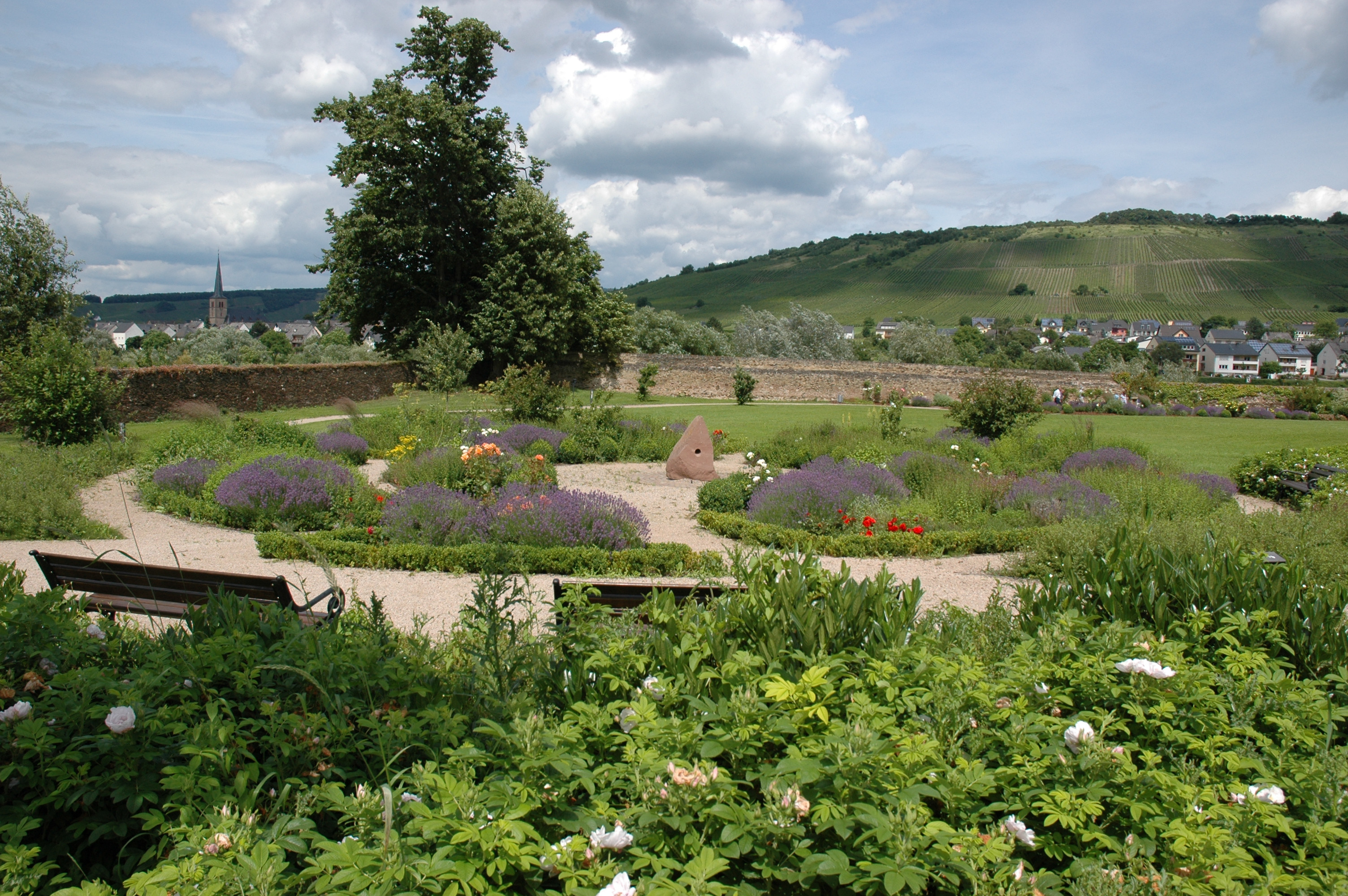
Blumenrondell im Klostergarten